# IPTV
| Sigle de o literă                       |                               |
| Sigle de două litere                    |                               |
| Sigle de trei litere                    |                               |
| AAA → DZZ EAA → HZZ IAA → LZZ MAA → PZZ | QAA → TZZ UAA → XZZ YAA → ZZZ |
| Sigle de patru litere                   |                               |
| Sigle de cinci litere                   |                               |
| Sigle de șase litere                    |                               |

IPTV (prescurtare de la Internet Protocol television, în română: televiziune prin rețele IP sau televiziune pe suport IP) reprezintă comunicarea imaginilor și a sunetului într-o rețea proprietară care se bazează pe IP. Tehnologia IPTV este definită prin standardul DVB-IPTV.
Numele IPTV are în esență două componente:
- Internet Protocol (IP): specifică forma pachetelor și modul de adresare. Cele mai multe rețele combină IP cu un protocol de nivel superior. În funcție de soluția providerului cel mai înalt protocol este de regulă UDP (user datagram protocol). IP stabilește un mecanism prin care directează pachetele de informație între dispozitivele conectate la o rețea. IP-ul este o metodă standard de formatare și adresare a pachetelor într-o rețea mare și multifuncțională precum internetul. Un pachet este o unitate informațională (o colecție de biți) de lungime variabilă, cu un format bine definit care poate fi transmis într-o rețea IP. De obicei un mesaj ca un e-mail sau un videoclip este împărțit în mai multe pachete IP. IP-ul poate fi folosit în multe tipuri de rețele precum: Ethernet LAN, conexiuni prin fibră optică, rețele wireless Wi-Fi etc.
- Televiziune (TV): TV specifică modul de comunicare care operează prin transmisiuni de imagini și sunet.

Dacă îmbinăm cele două componente avem: IP + TV = IPTV 

## Caracteristicile IPTV-ului
Televiziunea IP permite vizualizarea unui număr mai mare de canale TV decât cele recepționate prin cablu TV (CATV) sau antene satelit (DTH), o calitate a imaginii și a sunetului superioare și accesarea unor funcții precum vizualizarea în reluare a programelor TV din ultimele 24 de ore, ghid electronic al programelor, posibilitatea de a accesa jocuri online sau de a comanda vizualizarea unor anumite filme sau emisiuni TV contra unei taxe (Video on Demand).
Calitatea audio-video a serviciilor IPTV este dependentă de viteza de transfer a datelor, un program cu sunet de înaltă definiție și sunet Dolby Digital neputând fi accesat, spre exemplu, printr-o conexiune prin telefonul fix, ci printr-o conexiune prin fibră optică sau alte tehnologii broadband.
IPTV este în primul rând folosit pentru a oferi servicii duplicat sau care depășesc caracteristicile și funcționalitatea servicilor CATV sau transmiterea directă prin sateliți geostaționari, aceasta se realizează prin intermediul unei rețele IP. Furnizorii de serviciu doresc să livreze servicii multiple peste o singură rețea și adesea aleg tehnologia IP deoarece ea poate să furnizeze în plus la IPTV VoIP și o mare viteză de acces web pe o singură platformă, un astfel de triplet adică televiziune, internet și telefonie se numește Triple-Play, dacă se mai adaugă și mobilitate, se ajunge la Quadruple-Play. Într-un sistem tipic, particular, de înaltă viteză, rețeaua IP este obișnuită să livreze continuu programe video la sute sau mii de telespectatori simultan.
În mod specific, televiziunea nu este transmisă prin internet. Utilizatorii nu se vor loga pe pagina web preferată pentru a accesa programele de televiziune, deși "IP" este acronim pentru Internet Protocol. IP-ul se referă doar la metoda de transmitere a informației printr-o rețea riguros coordonată și securizată, având ca rezultat un divertisment de calitate superioară.

Țările în care IPTV este disponibilă

### Tehnologie
IPTV utilizează tehnologia ADSL de flux video pentru a furniza programe de televiziune programate sau video on demand (VOD. Spre deosebire de transmisia pe cale aeriană sau prin cablu către un televizor, IPTV folosește protocolul IP ca mijloc de transport și are nevoie de IP TV set-top box pentru a decoda imaginile în timp real. Când un utilizator schimbă canalul TV sau selectează un program, un nou flux de conținut este transmis de la serverul operatorului direct către set-top box-ul utilizatorului. IPTV folosește în primul rând transmiterea simultană pe baza protocolului de management al grupului de internet (IGMP) versiunea 2 pentru transmisii TV în direct și protocolul de streaming în timp real pentru serviciile la cerere. Standardele compatibile de compresie video sunt H.264, Windows Media Video 9 și VC 1, DivX, XviD, Ogg Theora și MPEG-2 și MPEG-4. Televiziunea Digitală se bazează pe o schemă de compresie și codare cunoscută ca MPEG-2, potrivește imaginile extraordinare într-o lățime de bandă rezonabilă. În fiecare imagine software-ul MPEG 2 înregistrează imaginea fără să arate că ar lipsi ceva. În frame-ul ulterior, software-ul înregistrează doar schimbări ale imaginii și lasă restul imaginii așa cum este în frame-ul anterior. MPEG-2 reduce cantitatea de date aproximativ de la 55 la 1. MPEG-2 este deja standard industrial pentru video DVD și o parte pentru sistemele de broadcast pentru sateliții de televiziune. Procedeul de compresie reduce calitatea imaginii de la ce vede camera digitală din studio. În orice caz, MPEG-2 este foarte bun la eliminarea oricărui detaliu de imagine pe care oricum ochiul uman îl ignoră. Calitatea imaginii este foarte bună și mult mai bună decât cea a televiziunii analogice.
IPTV-ul se poate transmite la fel ca și serviciu de acces web prin mai multe tehnologi ca de exemplu: cabluri coaxial, DSL, fibră optică, wireless până și prin liniile de tensiune. Indiferent de modul de transmisie a IPTV-ului, caracteristicile sale sunt similare.
IPTV-ul de regulă operează într-o rețea privată și nu pe Internet. Într-o rețea privată proiectată pentru IPTV provider-ul poate garanta calitatea serviciului. O astfel de rețea are o viteză de trafic mai mare decât o rețea IP normală. Într-o rețea IPTV semnalul pentru TV are o prioritate mai mare decât restul serviciilor, astfel serviciul TV este instantaneu, nemaifiind implicat niciun timp de așteptare pentru download.
Rețele IPTV pot fi construite pentru a servi milioane de utilizatori sau doar câteva sute. Rețelele pot fi naționale și pot transmise sute de canale TV pe suprafețe de mii de kilometri. Rețelele mici pot servi doar o comunitate locală și să transmită doar câteva zeci de canale. În ambele cazuri, costurile echipamentului central și al rețelei de transmisie sunt cruciale pentru o afacere profitabilă.

## Vezi și
- INES IPTV
- P2PTV
- Video on demand
- Web TV
- Istoria televiziunii
- Televiziune
- Televiziune pe internet
- Televiziune prin satelit
- Televiziune prin cablu
- Televiziune terestră
- Televiziune digitală
- Televiziune digitală prin cablu
- Televiziune digitală terestră
- Televiziune digitală terestră (DVB-T2)